# Преображенская церковь (Козлятьево)
Преображенская церковь из села Козлятьево, перевезённая в Суздаль — памятник деревянной архитектуры середины XVIII века.

## История
Храм был построен в 1756 году в селе Козлятьево Кольчугинского района Владимирской области. В 1965 году церковь перевезена в Суздаль и восстановлена архитектором В. М. Анисимовым. Церковь является одним из главных экспонатов Музея деревянного зодчества.
В 1996 году в немецком городе Гифхорн был открыт храм Святителя Николая, который является копией Преображенской церкви.

## Архитектура
Основу здания создают три уменьшающиеся в размере восьмерика, стоящие на четверике. Они образуют гармоническую и уравновешенную пирамидальную конструкцию. Верхний восьмерик завершается барабаном с луковичной главой. Над приделами и алтарём расположены бочкообразные кровли, разнообразящие силуэт и придающие храму движение и гармоничность. Они также завершаются главками на барабанах. Кровли и барабаны крыты лемехом. Крыльцо-гульбище подчеркивает пирамидальный силуэт храма. В церкви восстановлен иконостас и имеются следы наивной росписи масляными красками.